# Windows 2.0
Windows 2.0 a fost a doua versiune de Microsoft Windows pe 16 biți din istorie lansată în anul 1987. A fost urmat de 3 actualizări: Windows 2.01, 2.02 și 2.03.
La data de 9 decembrie 1987 Comunicate de Microsoft Windows 2.0 cu pictogramele de pe desktop și memorie extinsă. Cu suport îmbunătățit grafic, puteți acum suprapune ferestre, controla aspectul ecranului și poți folosi comenzile rapide de la tastatură pentru a accelera munca ta. Unii dezvoltatori de software scriu primele programe pentru această versiune.
Windows 2.0 este proiectat pentru procesorul Intel 286. Atunci când procesorul Intel 386 este lansat, Windows / 386 în curând urmează să profite de extinderea capabilităților memoriei sale. Windows cu versiunile ulterioare continuă pentru a îmbunătăți viteza, fiabilitatea, și posibilitățile de utilizare ale PC-ului.
În 1988, Microsoft devine cea mai mare companie de software pentru PC din lume bazată pe vânzări. Computerele încep să devină o parte a vieții de zi cu zi pentru unii lucrători.
Panoul de control își face prima apariție în Windows 2.0.